# Bataille de Châteaudun
Guerre franco-prussienne
Batailles
- Chronologie de la guerre franco-prussienne de 1870
- Sarrebruck (08-1870)
- Wissembourg (08-1870)
- Forbach-Spicheren (08-1870)
- Wœrth (08-1870)
- Bitche (08-1870)
- Phalsbourg (08-1870)
- Borny-Colombey (08-1870)
- Strasbourg (08-1870)
- Mars-la-Tour (08-1870)
- Toul (08-1870)
- Gravelotte (08-1870)
- Metz (08-1870)
- Nouart (08-1870)
- Beaumont (08-1870)
- Noisseville (08-1870)
- Sedan (08-1870)
- Montmédy (09-1870)
- Soissons (09-1870)
- Siège de Paris et chronologie du siège (09-1870)
- Nompatelize (10-1870)
- Bellevue (10-1870)
- Châtillon (10-1870
- Châteaudun (10-1870)
- Buzenval (10-1870)
- Bourget (10-1870)
- Dijon (10-1870)
- Belfort (11-1870)
- La Fère (11-1870)
- Langres (11-1870)
- Bouvet et Meteor (navale) (11-1870)
- Coulmiers (11-1870)
- Thionville (11-1870)
- Châtillon-sur-Seine (11-1870)
- Villers-Bretonneux (11-1870)
- Beaune-la-Rolande (11-1870)
- Champigny (11-1870)
- Orléans (12-1870)
- Loigny (12-1870)
- Châteauneuf (12-1870)
- Beaugency (12-1870)
- Longeau (12-1870)
- l’Hallue (12-1870)
- Siège de Péronne (1871)
- Bapaume (01-1871)
- Villersexel (01-1871)
- Le Mans (01-1871)
- Héricourt (01-1871)
- Saint-Quentin (01-1871)
- Buzenval (01-1871)

La bataille de Châteaudun (aussi connue sous le nom de défense de Châteaudun) fut un fait marquant de la guerre franco-prussienne de 1870, et opposa une armée allemande à une armée française le 18 octobre 1870. La bataille se déroule dans le contexte de la résistance face à l’ennemi après la défaite de l’Empire à Sedan deux mois plus tôt. Léon Gambetta, alors membre du gouvernement de défense nationale s’envole en ballon depuis Paris assiégée le 7 octobre 1870 dans le but de reformer l’armée française. Il atterrit le 9 octobre dans la ville de Tours et commence son travail d’organisation des armées qui vont secourir Paris. C’est dans ce contexte que l’armée de la Loire est créée sous la direction du général de La Motte-Rouge, puis sous celle du général d'Aurelle de Paladines. Son objectif principal est de briser le siège de Paris. C’est cette armée qui va s’opposer principalement à l’armée bavaroise du général von der Tann.

## Prémices de la bataille de Châteaudun

### Mouvements de l'armée prussienne
La présence de l’armée prussienne en Eure-et-Loir est attestée pour la première fois le 26 septembre avec l’apparition d’éclaireurs dans les communes d’Oinville-Saint-Liphard et de Poinville. En provenance de Rambouillet, les Prussiens s’établissent le lendemain dans les alentours de Toury. C’est le prince Albert en personne qui commande la division qui envahit le nord de l’Eure et Loir. Des combats contre des francs-tireurs ont lieu à Trancrainville le 4 octobre, à Toury le 5 octobre et à Santilly le 6 octobre. Des renforts prussiens dirigés par le général von Wittich sous le commandement du général bavarois von der Tann appuient la division du prince Albert. Les armées prussiennes opèrent alors un mouvement de glissement et descendent vers la ville d’Orléans en passant par les localités de Terminiers, Poupry et Dambron. Le 8 octobre des témoignages font écho d’un combat entre des francs-tireurs et une unité du corps de Schleswig-Holstein dans la localité d’Ablis, qui mit hors de combat une cinquantaine de Prussiens et conduisit à la capture d'environ 80 d'entre-eux contre une perte de seulement cinq francs-tireurs,. Le 11 octobre la ville d’Orléans est prise par les armées prussiennes. Ces dernières ont désormais comme nouvel objectif la prise de Chartres. Le 14 octobre des combats éclatent autour de Varize, le village sera incendié par les armées prussiennes en représailles le lendemain ainsi que celui de Civry. Le 18 octobre, les armées prussiennes sont en face de Châteaudun. 

### Mouvements de l'armée française
Le colonel Ernest de Lipowski, à la tête du bataillon de Francs-Tireurs de Paris, prend position dans la commune de Châteaudun le 29 septembre,. Dans la nuit du 2 au 3 octobre, les francs-tireurs reprennent un avant-poste prussien à Saint-Péravy-la-Colombe,. Le 4 octobre, c’est Voves que les soldats de Lipowski libèrent de l’ennemi. Le 8 octobre, c’est l’unité du colonel Lipowski qui est responsable du coup de main d’Ablis,. Le colonel rapporte qu’au matin du 9 octobre « La Beauce était libre d’Ablis à Étampes ».  Après la chute d’Orléans les incursions des unités prussiennes se font de plus en plus nombreuses en Beauce et autour de Châteaudun. Des troupes arrivent en renfort sur la ville, deux escadrons du 1er régiment de marche des hussards ainsi que des escadrons mobiles du Gers et du Loir-et-Cher. Des rapports d’observateurs locaux dans la nuit du 11 au 12 octobre font état du mouvement d’un corps d’au moins 15 000 hommes vers la commune de Châteaudun,. Face à cette menace, le conseil municipal se réunit, avec les principaux commandants des unités présentes dans la ville, et constate que la défense du lieu est vaine,. La ville est désarmée afin que les armes soient réutilisées par les forces républicaines. Toutes les compagnies battent en retraite dans les jours qui viennent vers des localités plus au sud ou plus à l’ouest. Le colonel de Lipowski s’installe à Courtalain. Le 13 octobre, la fronde populaire et la pression des gardes-nationaux dunois font changer d’avis le conseil municipal. Le colonel de Lipowski accepte de revenir à Châteaudun à la condition que la défense de la ville soit totale et que cette défense se fasse sous son commandement suprême. Le conseil municipal accepte et aussitôt les armes sont rendues,. Les escadrons de hussards et de mobiles ne reviendront pas, les derniers soldats du Gers quitteront Châteaudun très tôt le matin du 18 octobre pour s’établir avec leur bataillon à Cloyes. La présence des Prussiens se fait de plus en plus ressentir. La fumée des incendies des combats de Varize et de Civry des 14 et 15 octobre est visible depuis les hauteurs de la ville. Le 16 octobre, le colonel de Lipowski reçoit un télégramme lui ordonnant de faire retraite sur Blois. Se refusant d’abandonner la ville aux Prussiens sans combats, Ernest de Lipowski fit traîner en longueur la retraite. D’autant plus que des combats autour de Tournoisis le 17 octobre faisaient ressentir la présence de l’ennemi. À 11 h 30, le 18 octobre, les premières unités prussiennes sont repérées dans les plaines jouxtant Châteaudun, c’est le début de la bataille. 

## La bataille

### Ordre de bataille
C’est le colonel de Lipowski, commandant du bataillon de francs-tireurs de Paris, qui dirige les troupes et la place de Châteaudun le 18 octobre 1870. Il dispose au matin du 18 octobre d’exactement 1 255 hommes se répartissant ainsi :
- 650 hommes du bataillon de francs-tireurs de Paris
- 400 hommes du bataillon de garde nationale de Châteaudun
- 110 hommes d’une compagnie de francs-tireurs de Nantes
- 45 francs-tireurs de Cannes
- 30 tirailleurs de Vendôme
- 20 francs-tireurs du Loir-et-Cher

### Les combats
Informé de ce coup de main, le général Ludwig von Wittich, à la tête de la 22e division de cavalerie et quelques autres unités, revient à Châteaudun le 18 octobre. La première tentative de prise de la ville échoue, car la ville est fortement défendue. Wittich prépare alors minutieusement la deuxième attaque en attaquant au soleil couchant, qui aveugle les défenseurs.
Les Prussiens atteignent les faubourgs et s'ensuit une longue et sanglante bataille de maison en maison contre les unités régulières et les corps francs. Le combat dure jusque tard dans la nuit, avant que les Français ne s'échappent.
Des francs-tireurs ayant été faits prisonniers, les troupes de Wittich exercent des représailles disproportionnées à l'encontre de la population civile (viols, exécutions, tueries, incendies…). Moltke couvrira son subordonné.

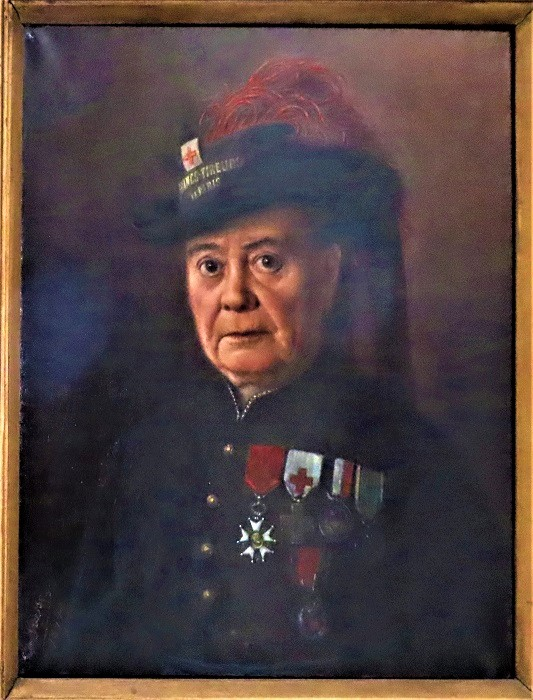
A. Grasse, Portrait de Marie-Julienne Jarrethout (1894).

Récit de J.B. Bernot, ancien principal du Collège de Châteaudun, officier de l’Instruction publique, qui a vécu ces événements :

« Le matin du 18 octobre à cinq heures du matin, un messager, venant d’Orgères, rapporta que les Prussiens lui avaient dit qu’ils viendraient ce jour même bombarder Châteaudun à six cents ; cette information fut transmise au commandant Lipowski. Il déclara : "Nous restons".
Mais au lieu de six cents, les Prussiens arrivèrent douze mille, avec vingt quatre pièces de canon et des mitrailleuses, plus de six mille hommes en réserve en cas de besoin.
Vers midi, sans sommation, sans déclaration préalable, comme des voleurs de grand chemin… leur présence fut signalée sur la route de Beaugency sous le commandement du général Witich.
À cette nouvelle : « Les Prussiens sont à la gare », toute la ville est en tumulte… Le Lieutenant Cabrillat cria à ses hommes : « Mes amis, aux Canons ! Aux Canons ! »
À une heure, l’ennemi tira son  premier coup de canon.
Mais on voyait chez lui malgré sa force numérique une hésitation… il avançait lentement, dissimulant sa marche dans les plis du terrain.
Les francs-tireurs avec leurs chassepots ajustaient les artilleurs ennemis, mais les gardes nationaux n’avaient que des fusils à piston et n’avaient à opposer que leurs barricades.
À deux heures, le feu commence à prendre dans le quartier de Saint Valérien où les francs-tireurs tiraient du clocher.
L’incendie se propage poussé par un vent du sud-est et le manque d’eau n’a pas permis de l’éteindre au début.
Vers sept heures, les défenseurs de la rue de Chartres, croyant qu’ils étaient tournés, se replièrent et donnèrent passage à l’ennemi qui se précipita dans la ville en poussant d’horribles hourras.
Les francs-tireurs de Nantes au nombre de cent vingt réunis depuis quelques jours à ceux de Paris s’étaient signalés dans le combat par des prodiges de valeur…
Une femme cantinière, Mme Jarrethout, qui s’était déjà signalée dans l’affaire d’Ablis, fit des prodiges de valeur en portant  des munitions aux barricades et en portant les blessés sur son dos quand ils ne pouvaient pas marcher…
La durée du combat avait fatigué nos hommes. Pendant neuf heures de résistance héroïque et sans trêve, ils n’avaient pris ni nourriture, ni repos, tandis que l’ennemi se renouvelait sans cesse et réparait ses pertes.
L’horreur.
C’est ici que l’horreur se présente.
Pour retrouver un spectacle semblable, il faut retourner aux Huns, où Attila et les hordes de Genséric pour donner une idée de ce que vécut Châteaudun quand l’invasion prussienne  y fut installée….
Des officiers d’un grade élevé entrent à l’Hôtel du Grand Monarque, demandent à boire et à manger et, quand ils sont ivres, incendient la maison, malgré les pleurs et les supplications à genoux de M. et Mme Sénéchal. Des propriétaires, le pistolet sous la gorge, ont été contraints de mettre le feu à leur propre maison et d’être ainsi, sous peine de mort, les instruments de leur propre ruine.
Un vieillard, qui n’a pu fuir, est impitoyablement brûlé dans son lit, malgré ses cris et ses prières.
Dix personnes sont asphyxiées dans leurs caves, d’autres égorgées en voulant s’échapper.
Une femme impotente et couchée n’échappe à la mort que par le dévouement et l’énergie de sa fille, qui l’arrache aux flammes et aux mains des soldats d’un roi qui se dit l’Élu de Dieu…
Au milieu de cette désolation, de ces toits  qui s’effondrent, de ces flammes qui tourbillonnent, et dont la vue porte l’épouvante à quarante kilomètres, s’élèvent les hourras des vainqueurs qui continuent jusqu’au matin, avec l’acharnement du tigre sur sa proie, son œuvre de destruction, et deux princes étaient là qui y présidaient, le prince Albert et le prince de Saxe contemplant, avec une satisfaction marquée, le spectacle que l’incendie dévore. Jamais la force brutale ne se joua avec plus de cruauté et d’insolence des droits de l’humanité.
La lutte était terminée ; mais elle a coûté cher à l’ennemi dont les pertes sont évaluées à plus de deux mille cinq cents hommes...
Dans la matinée du 19 octobre, la route de Logron à Brou était couverte d’une foule qui avait marché toute la nuit et qui gémissait… La plupart s’imaginaient encore poursuivis par les uhlans… 
Nogent le Rotrou reçut un grand nombre de réfugiés, ainsi qu’Arrou, Droué, La Bazoche et Mondoubleau. On se dissémina dans le Perche croyant être ainsi à l’abri de l’ennemi, mais quelques semaines plus tard, le Perche comme la Beauce fut aussi saccagé.
À Châteaudun, tout n’était pas fini ; des gardes nationaux qui se rendirent furent fusillés sans miséricorde…
Les quatre-vingt-dix sept prisonniers furent emmenés hors de la ville dans un terrain boueux et sans vivres et seraient morts de faim sans l’intervention de Mgr Dupanloup...
Cinquante chevaux furent parqués dans les classes du collège transformées en écurie…
D’autres officiers pénétrèrent dans le cabinet de physique, brisèrent les piles.
Pour justifier leur brigandage, les Prussiens disent : « C’est la guerre !»
Les Vandales disaient aussi ; « C’est la guerre ! »…
Lors d’une réunion du Conseil Municipal sous la présidence du M. Lumière, maire et sur réquisition du sous-préfet, devait être livré à l’occupant :
- 1 500 couvertures
- 100 kg de sel
- 100 kg de café
- 400 litres d’eau-de-vie
-20 000 litres d’avoine
et de mettre à la disposition de l’armée prussienne les fonds se trouvant dans les caisses de l’État : la même réquisition fut faite au receveur des Postes et aux percepteurs de Marboué et Châteaudun ainsi qu’au receveur de l’enregistrement et des domaines. Mais une faible partie de tout cela fut, en fait, donné à l’ennemi.
Deux cent soixante trois maisons devinrent la proie de flammes et ont été atteints aussi des édifices publics :
L’hôtel de Ville, la sous-préfecture et l’Hôtel Dieu sur lequel flottait le drapeau blanc et qui fut traversé par un obus qui éclata dans la salle des malades, l’église de la Madeleine, le collège, la gendarmerie, la fontaine monumentale de la place, le clocher de St Valérien et la gare du chemin de fer.
Les Prussiens partent le 19 octobre 1870. Le 20 octobre, le quartier le plus riche et le plus commerçant de cette petite ville, naguère si propre et si coquette est presque anéanti. La mort a remplacé la vie.
Mais les journaux d’Europe notamment le « Times » la célébrèrent comme le plus beau fait d’armes de la campagne. »

La ville de Châteaudun a été décorée de la Légion d’honneur, qui figure dans ses armes.
Le 21 octobre 1870, les Prussiens prirent Chartres sans combat.

## Bilan
Le comte Ernest de Lipowski adressa un rapport au ministre de la guerre, M. de Freycinet, dans lequel il expose les faits de la journée du 18 octobre 1870. 
Deux cent soixante trois maisons devinrent la proie de flammes et ont été atteints aussi des édifices publics :
L’Hôtel de Ville, la Sous-Préfecture et l’Hôtel Dieu sur lequel flottait le drapeau blanc et qui fut traversé par un obus qui éclata dans la salle des malades, l’église de la Madeleine, le collège, la gendarmerie, la fontaine monumentale de la place, le clocher de St Valérien et la gare du chemin de fer.

## Après la bataille
Les Prussiens partent le 19 octobre 1870. Le 20 octobre, le quartier le plus riche et le plus commerçant de cette petite ville, naguère si propre et si coquet est presque anéanti. La mort a remplacé la vie. Mais les journaux d’Europe, notamment The Times, célèbrent cette bataille comme le plus beau fait d’armes de la campagne. Le 26 octobre, le Petit Journal publie en première page une dépêche datant de la veille de Léon Gambetta adressée à Jules Favre rapportant les combats autour de la défense de la ville. Le même jour, le Petit Journal publie également un décret du 20 octobre 1870 du Gouvernement de la Défense Nationale, établi à Tours, décrétant que la ville de Châteaudun a Bien mérité de la Patrie (en). Un crédit de 100 000 francs est ouvert par le ministère de l'Intérieur pour reconstruire la ville. Le 3 octobre 1877, le duc de Broglie, alors président du Conseil et ministre de la Justice informe par courrier le maire de Châteaudun, M. Cartier, de l'imminence d'un décret autorisant Châteaudun à "faire figurer sur ses armoiries la Légion d'Honneur". Le Président de la République, le maréchal Mac-Mahon, accorde par décret la Légion d'Honneur à la ville de Chateaudun le même 3 octobre,.